# بيغوسان (جبل)
بيغوسان (بالكورية: 백우산) هو جبل يقع في مقاطعة هونغتشون، بإقليم غانغوون في كوريا الجنوبية. يبلغ ارتفاعه حوالي 894.7 مترًا (ما يعادل 2,935 قدمًا).